# Miechów Wąskotorowy
Miechów Wąskotorowy – nieczynna stacja kolei wąskotorowej (Świętokrzyska Kolej Dojazdowa) w Miechowie, w województwie małopolskim, w Polsce.

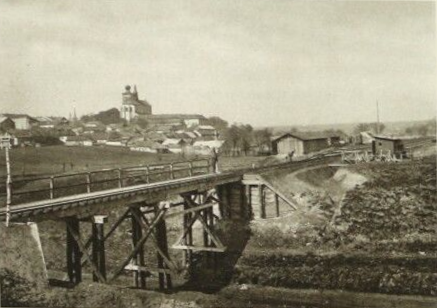
Oberst Wagner most
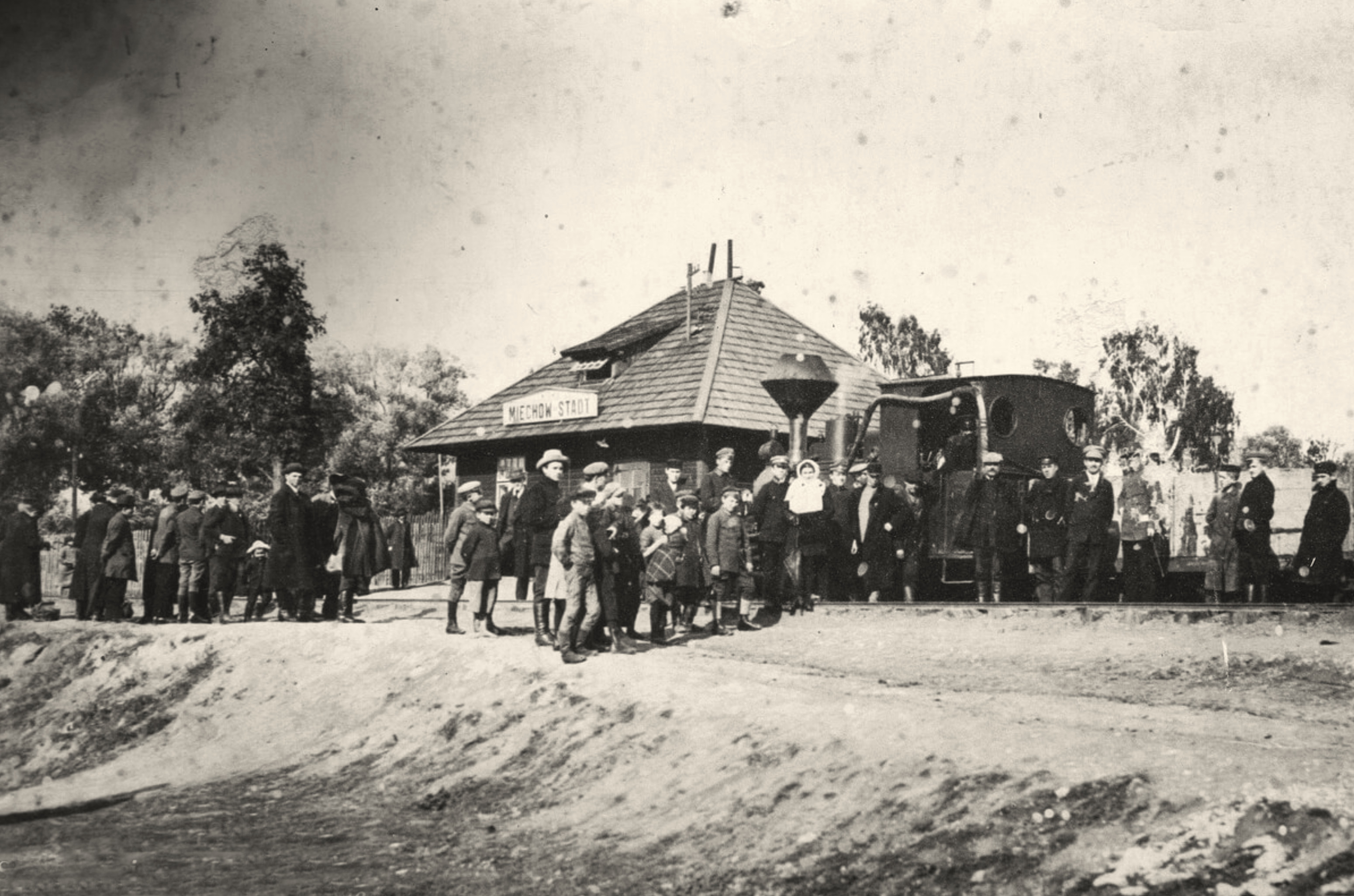
Miechów Wąskotorowy